# Albuca amoena
Albuca amoena är en sparrisväxtart som först beskrevs av Jules Aimé Battandier, och fick sitt nu gällande namn av John Charles Manning och Peter Goldblatt. Albuca amoena ingår i släktet Albuca och familjen sparrisväxter. Inga underarter finns listade i Catalogue of Life.